# Instituto Nacional del Cáncer (Chile)
El Instituto Nacional del Cáncer es un recinto hospitalario público de alta complejidad, centro de referencia nacional para tratamientos oncológicos, que forma parte de la red asistencial del Servicio de Salud Metropolitano Norte, ubicado en la comuna de Independencia, Santiago, Chile.

## Historia
Fue fundado el 13 de diciembre de 1930 como Instituto del Radium, dentro de las dependencias del Hospital San Vicente de Paul. Luego del fallecimiento del fundador y director del establecimiento, el médico Caupolicán Pardo Correa, el recinto tomó su nombre.
En enero de 1980 fue reorganizado como Servicio Clínico de Oncología del Hospital San José. En 1986 se renombró como Hospital Oncológico "Dr. Caupolicán Pardo Correa", en 1988 como Instituto
Oncológico "Dr. Caupolicán Pardo Correa", y en 1997 tomó su nombre definitivo, Instituto Nacional del Cáncer.
El terremoto de 2010 dejó algunos daños al edificio del recinto, por lo que fueron construidas nuevas dependencias que se inauguraron en diciembre de 2012.